# Bruno Dieckelmann

Bruno Dieckelmann

Bruno Max Carl August Dieckelmann (* 14. November 1897 in Rostock; † 18. Oktober 1967 in Oldenburg (Oldenburg)) war ein deutscher Politiker (NSDAP) und SA-Führer.

## Leben und Wirken
Bruno Dieckelmann besuchte die Mittelschule in Rostock und absolvierte danach eine Kaufmannslehre in Oldenburg. Ende 1915 meldete Dieckelmann sich zur Armee, in die er Anfang 1916 als Infanterist aufgenommen wurde. Anschließend nahm er bis 1918 am Ersten Weltkrieg teil. Im Krieg wurde er mit dem Eisernen Kreuz, dem Oldenburgischen und dem Mecklenburgischen Verdienstkreuz II. Klasse ausgezeichnet.
1918 geriet Dieckelmann in französische Kriegsgefangenschaft. Aufgrund von zwei Fluchtversuchen aus der Gefangenschaft wurde er während der Gefangenschaft neunzig Tage lange in schwerem Kerker gehalten. Nach seiner Rückkehr aus der Kriegsgefangenschaft 1920 war er bis 1923 beruflich tätig.
Ebenfalls 1920 begann Dieckelmann sich in den Kreisen der extremen politischen Rechten zu betätigen: Er wurde Organisationsleiter beim Deutschvölkischen Schutz- und Trutzbund. 1922 trat er in die NSDAP ein, der er sich nach ihrem vorübergehenden Verbot und ihrer Neugründung zum 13. Juli 1925 erneut anschloss (Mitgliedsnummer 10.527). In der Partei übernahm er Aufgaben als Gaubetriebszellenobmann.
Öffentliche Ämter nahm Dieckelmann als Stadtratsmitglied in Oldenburg und 1933 als Mitglied des Oldenburgischen Landtages wahr.
Von November 1933 bis zum Ende der NS-Herrschaft im Frühjahr 1945 saß Dieckelmann als Abgeordneter für den Wahlkreis 14 (Weser-Ems) im nationalsozialistischen Reichstag. Daneben fungierte er als Verbandsleiter des Deutschen Tabakarbeiterverbandes und als Reichsbetriebsgemeinschaftsleiter der Reichsbetriebsgemeinschaft 9 „Papier“. 1943 kamen Aufgaben als Gauobmann der Deutschen Arbeitsfront des Gaues Weser-Ems hinzu. In der SA erreichte er den Rang eines SA-Standartenführers.